# Варенн-сюр-Аманс
Варе́нн-сюр-Аманс (фр. Varennes-sur-Amance) — муніципалітет у Франції, у регіоні Гранд-Ест, департамент Верхня Марна. Населення — 34 осіб (2011). До 1 січня 2012 року муніципалітет називався Терр-Наталь, сучасну назву отримав після відділення муніципалітету Шезо.
Муніципалітет розташований на відстані близько 270 км на південний схід від Парижа, 150 км на південний схід від Шалон-ан-Шампань, 45 км на південний схід від Шомона.

## Історія
До 2015 року муніципалітет перебував у складі регіону Шампань-Арденни. Від 1 січня 2016 року належить до нового об'єднаного регіону Гранд-Ест.

## Демографія
Динаміка населення (INSEE ):
Розподіл населення за віком та статтю (2006):
| Стать | Всього | До 15 років | 15-24 | 25-44 | 45-64 | 65-85 | Понад 85 |
| --- | ------ | ----------- | ----- | ----- | ----- | ----- | -------- |
| Чоловіки | 180    | 23          | 8     | 34    | 65    | 42    | 8        |
| Жінки | 199    | 19          | 8     | 31    | 65    | 68    | 8        |
| \| Статево-вікова піраміда \| Статево-вікова піраміда \| Статево-вікова піраміда \| \| ----------------------- \| ----------------------- \| ----------------------- \| \| Чоловіки \| Вік \| Жінки \| \| 8 \| 85 + \| 8 \| \| 8 \| 80-84 \| 19 \| \| 4 \| 75-79 \| 23 \| \| 11 \| 70-74 \| 15 \| \| 19 \| 65-69 \| 11 \| \| 27 \| 60-64 \| 19 \| \| 11 \| 55-59 \| 8 \| \| 23 \| 50-54 \| 27 \| \| 4 \| 45-49 \| 11 \| \| 8 \| 40-44 \| 11 \| \| 11 \| 35-39 \| 8 \| \| 4 \| 30-34 \| 8 \| \| 11 \| 25-29 \| 4 \| \| 0 \| 20-24 \| 4 \| \| 8 \| 15-20 \| 4 \| \| 11 \| 10-14 \| 8 \| \| 4 \| 5-9 \| 11 \| \| 8 \| 0-4 \| 0 \| |        |             |       |       |       |       |          |
| Статево-вікова піраміда |        |             |       |       |       |       |          |
| Чоловіки | Вік    | Жінки       |       |       |       |       |          |
| 8 | 85 +   | 8           |       |       |       |       |          |
| 8 | 80-84  | 19          |       |       |       |       |          |
| 4 | 75-79  | 23          |       |       |       |       |          |
| 11 | 70-74  | 15          |       |       |       |       |          |
| 19 | 65-69  | 11          |       |       |       |       |          |
| 27 | 60-64  | 19          |       |       |       |       |          |
| 11 | 55-59  | 8           |       |       |       |       |          |
| 23 | 50-54  | 27          |       |       |       |       |          |
| 4 | 45-49  | 11          |       |       |       |       |          |
| 8 | 40-44  | 11          |       |       |       |       |          |
| 11 | 35-39  | 8           |       |       |       |       |          |
| 4 | 30-34  | 8           |       |       |       |       |          |
| 11 | 25-29  | 4           |       |       |       |       |          |
| 0 | 20-24  | 4           |       |       |       |       |          |
| 8 | 15-20  | 4           |       |       |       |       |          |
| 11 | 10-14  | 8           |       |       |       |       |          |
| 4 | 5-9    | 11          |       |       |       |       |          |
| 8 | 0-4    | 0           |       |       |       |       |          |

## Економіка
2010 року серед 20 осіб працездатного віку (15—64 років) 13 були активними, 7 — неактивними (показник активності 65,0%, у 1999 році було 68,0%). З 13 активних мешканців працювало 12 осіб (8 чоловіків та 4 жінки), безробітними було 1 (0 чоловіків та 1 жінка). Серед 7 неактивних 2 особи були учнями чи студентами, 3 — пенсіонерами, 2 були неактивними з інших причин.

У 2008 році у муніципалітеті числилось 193 оподатковані домогосподарства у яких проживало 397 осіб, медіана доходів виносила 17 242 євро на одного особоспоживача.